# Empire Awards 1999
La 4ª edizione degli Empire Awards, organizzata dalla rivista cinematografica inglese Empire,  si è svolta nel 1999, presso il Dorchester Hotel di Londra, e premiò i film usciti nel 1998.

## Candidati e vincitori
In grassetto sono indicati i vincitori di ciascuna categoria.
 Miglior film 
- Titanic, regia di James Cameron
- Salvate il soldato Ryan (Saving Private Ryan) , regia di Steven Spielberg
- The Truman Show, regia di Peter Weir
- Il grande Lebowski (The Big Lebowski), regia di Joel Coen
- Will Hunting - Genio ribelle  (Good Will Hunting), regia di Gus Van Sant

 Miglior film britannico 
- Lock & Stock - Pazzi scatenati (Lock, Stock and Two Smoking Barrels), regia di Guy Ritchie
- Elizabeth, regia di  Shekhar Kapur
- Sliding Doors, regia di Peter Howitt
- My Name Is Joe, regia di Ken Loach
- Ventiquattrosette (Twenty Four Seven), regia di Shane Meadows

 Miglior attore 
- Tom Hanks - Salvate il soldato Ryan (Saving Private Ryan)
- Matt Damon - Will Hunting - Genio ribelle (Good Will Hunting)
- Jim Carrey - The Truman Show
- Samuel L. Jackson - Jackie Brown
- Jeff Bridges - The Big Lebowski (The Big Lebowski)

 Miglior attrice 
- Cate Blanchett - Elizabeth
- Helen Hunt - Qualcosa è cambiato (As Good as It Gets)
- Jennifer Lopez - Out of Sight
- Gwyneth Paltrow - Sliding Doors
- Pam Grier - Jackie Brown

 Miglior attore britannico 
- Peter Mullan - My Name Is Joe
- Ewan McGregor - Velvet Goldmine
- Bob Hoskins - Ventiquattrosette (Twenty Four Seven)
- Joseph Fiennes - Elizabeth
- Gary Oldman - Lost in Space - Perduti nello spazio (Lost in Space)

 Miglior attrice britannica 
- Kate Winslet - Titanic
- Minnie Driver - Will Hunting - Genio ribelle  (Good Will Hunting)
- Catherine Zeta-Jones - La maschera di Zorro (The Mask of Zorro)
- Emily Watson - The Boxer
- Anna Friel - The land girls - Le ragazze di campagna

 Miglior regista britannico 
- Peter Howitt - Sliding Doors
- Shane Meadows - Ventiquattrosette (Twenty Four Seven)
- Guy Ritchie - Lock & Stock - Pazzi scatenati  (Lock, Stock and Two Smoking Barrels)
- Nick Hamm - Martha
- Ken Loach - My Name Is Joe

 Miglior regista 
- Steven Spielberg – Salvate il soldato Ryan (Saving Private Ryan)
- Peter Weir – The Truman Show
- James Cameron – Titanic
- Steven Soderbergh – Out of Sight
- Ang Lee – Tempesta di ghiaccio  (The Ice Storm)

 Miglior debutto 
- Vinnie Jones – Lock & Stock - Pazzi scatenati  (Lock, Stock and Two Smoking Barrels)
- Cate Blanchett – Elizabeth
- Charlize Theron – L'avvocato del diavolo (The Devil's Advocate)
- Denise Richards – Starship Troopers - Fanteria dello spazio (Starship Troopers)
- Shane Meadows – Ventiquattrosette (Twenty Four Seven)

## Premi Onorari
- Lifetime Achievement Award: Bob Hoskins

- Inspiration Award: Spike Lee

- Movie Masterpiece Award: L'esorcista - William Friedkin